# (13499) Steinberg
(13499) Steinberg est un astéroïde de la ceinture principale.

## Description
(13499) Steinberg est un astéroïde de la ceinture principale. Il fut découvert le 1er octobre 1986 à Caussols par le CERGA. Il présente une orbite caractérisée par un demi-grand axe de 3,21 UA, une excentricité de 0,20 et une inclinaison de 1,9° par rapport à l'écliptique.

## Compléments